# البنك ليختنشتاين الوطني
بنك ليختنشتاين لاندسبانك آ جي هو بنك يقع في ليختنشتاين، ومقره في العاصمة فادوز. منذ عام 1993، تم إدراجه كشركة في بورصة سويسرا، حيث تمتلك دولة ليختنشتاين الأغلبية من الأسهم (57.5%). نظرًا لأن الدولة تتواجد في اتحاد جمركي ونقدي مع سويسرا واعتمدت الفرنك السويسري كعملة رسمية، فإن السياسة النقدية وإمداد النقد هي مسؤولية البنك الوطني السويسري.

## مهام
نتيجة لاتفاق الاتحاد النقدي الذي أُبرم بين ليختنشتاين وسويسرا، واعتماد ليختنشتاين للفرنك السويسري كعملة رسمية، يقوم البنك الوطني السويسري بأغلب المهام المتعلقة بإدارة التمويل الكبرى والعملة والائتمان البنكي. ومع ذلك، يتولى البنك الوطني في لخينشتاين مسؤولية المهام الثلاثة التالية:
1. أن تكون الأمانة العامة للحكومة في إدارة التمويل الكبرى والعملة وائتمان البنوك داخل البلاد.
2. أن تعزز وتحافظ على استقرار الأسعار داخل البلاد؛ وتعزيز كفاءة آليات الدفع.
3. أن تعزز وتسهل السيطرة على تدفقات الأموال لخدمة خطة التنمية الاجتماعية والاقتصادية لليختنشتاين.

## أعضاء مجلس الإدارة (الرئيس التنفيذي للمجموعة)
- إدوارد باتلينر، ١٩٢٨-١٩٦٧ [3]
- جوزيف هيلتي، ١٩٦٧–١٩٧١ [3]
- فيرنر ستروب، ١٩٧١-١٩٧٩ [3]
- كارلهاينز هيب، ١٩٧٩-١٩٩٦ [3]
- رينيه كاستلي، ١٩٩٦-١٩٩٩ [3]
- جوزيف فيهر، ٢٠٠٠-٢٠١٢ [3]
- رولاند مات, ٢٠١٢- إلى الآن [4]

## الاجتماع العام للمساهمين
منذ عام ١٩٩٣، تم إدراج البنك الوطني الليختنشتايني كشركة في بورصة سويسرا، حيث تمتلك الدولة الليختنشتاينية الأغلبية من الأسهم (٥٧.٥%). 
- اقتصاد ليختنشتاين
- فرنك ليختنشتاين
- الفرنك السويسري
- سارون (متوسط سعر الصرف السويسري لليلة واحدة)
- هيئة الأسواق المالية (ليختنشتاين) (FMA)

## روابط خارجية
- الموقع الرسمي: بنك ليختنشتاين الوطني
- أسعار الفائدة السويسرية والعالمية ، تم تحديثها بواسطة ForexMotion.com.